# Širinci
Širinci es una aldea de Croacia en el ejido del municipio de Okučani, condado de Brod-Posavina.

## Geografía
Širinci se encuentra en el municipio de Okučani, en el condado de Brod-Posavina, en las alturas Psunj, a una altitud de 274 metros sobre el nivel del mar. 
Está a 142 km de la capital croata, Zagreb.

## Demografía
En el censo 2021 el total de población de la localidad de Širinci fue de 2 habitantes.
| Gráfico de población de Širinci 1948-2021                           |
|                                                                     |
| Según los censos de población de la oficina estadística de Croacia. |

## Širinci durante la Guerra de Croacia

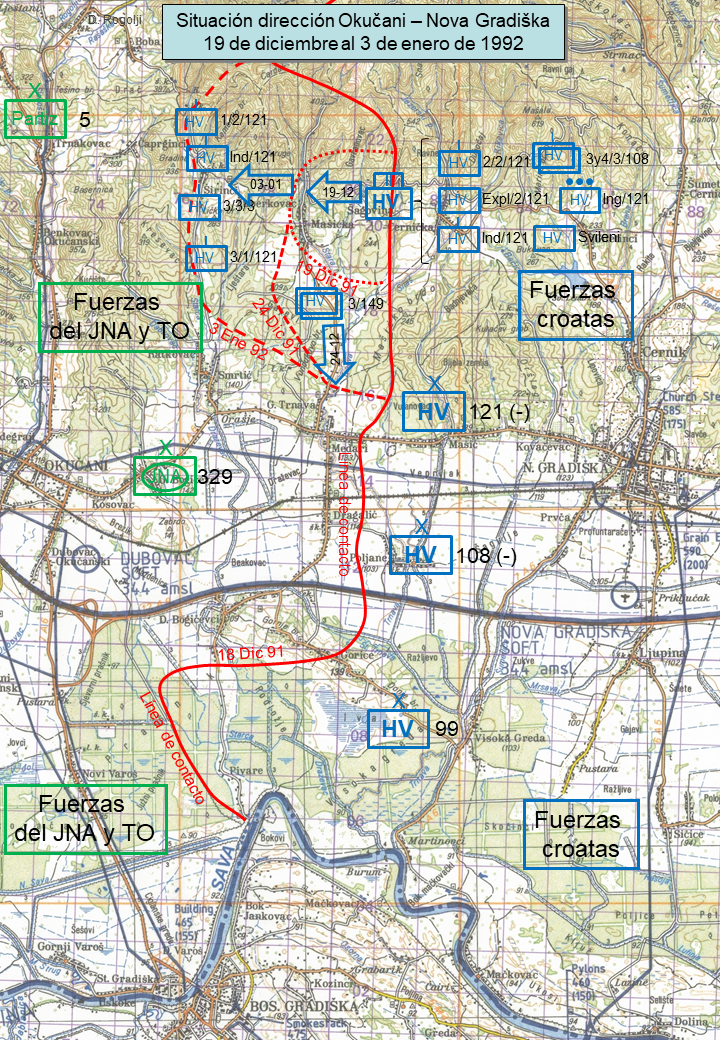
Situación dirección Okučani – Nova Gradiška. 19 de diciembre al 3 de enero de 1992.

Al inicio de la Guerra de Croacia en agosto de 1991, Širinci quedó bajo dominio de las milicias serbias y del JNA en claro enfrentamiento contra la Guardia Nacional Croata (luego Ejército Croata). Esto se prolongó hasta el 3 de enero de 1992, en las últimas horas antes de implementar el alto el fuego acordado según el Plan Vance. Entonces se produjo la ocupación de Širinci por parte de tropas del Ejército Croata.
La "Akcija Širinci-92" comenzó el 30 de diciembre con el ataque exitoso en la dirección Šagovina Cernička - Širinci, entrando en esta última pero, debido a la falta de fuerzas y el miedo a ser rodeados, las tropas croatas se retiraron a su posición inicial en Šagovina Cernička.
Durante el 31 de diciembre de 1991 continuó el fuego de artillería y se efectuó exploración en todo el sector de Šagovina Mašićka.
El 3 de enero de 1992, el ejército croata atacó nuevamente y capturó la aldea de Širinci. Con este éxito, se detuvo el combate en los alrededores de Nova Gradiška. Sin embargo, al día siguiente, el JNA y las milicias serbias intentaron recuperar su posición perdida. La línea divisoria no cambió hasta mayo de 1995 hasta la Operación Bljesak.
Como consecuencia de la acción murieron 13 combatientes croatas. Posteriormente, y debido a las heridas fallecieron otros cinco. Se desconocen las bajas del otro bando. El comandante del Batallón 2 de la Brigada 121 Ivan Atlagović se incluye entre los muertos. El presidente de la república lo condecoró con la orden de Peter Zrinski y Fran Krsto Frankopan y fue ascendido, post mortem, al grado de coronel.